# 安提瓜和巴布達城市列表

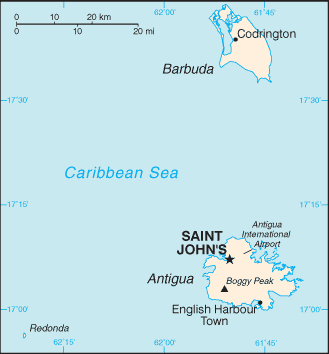
安提瓜和巴布達地圖

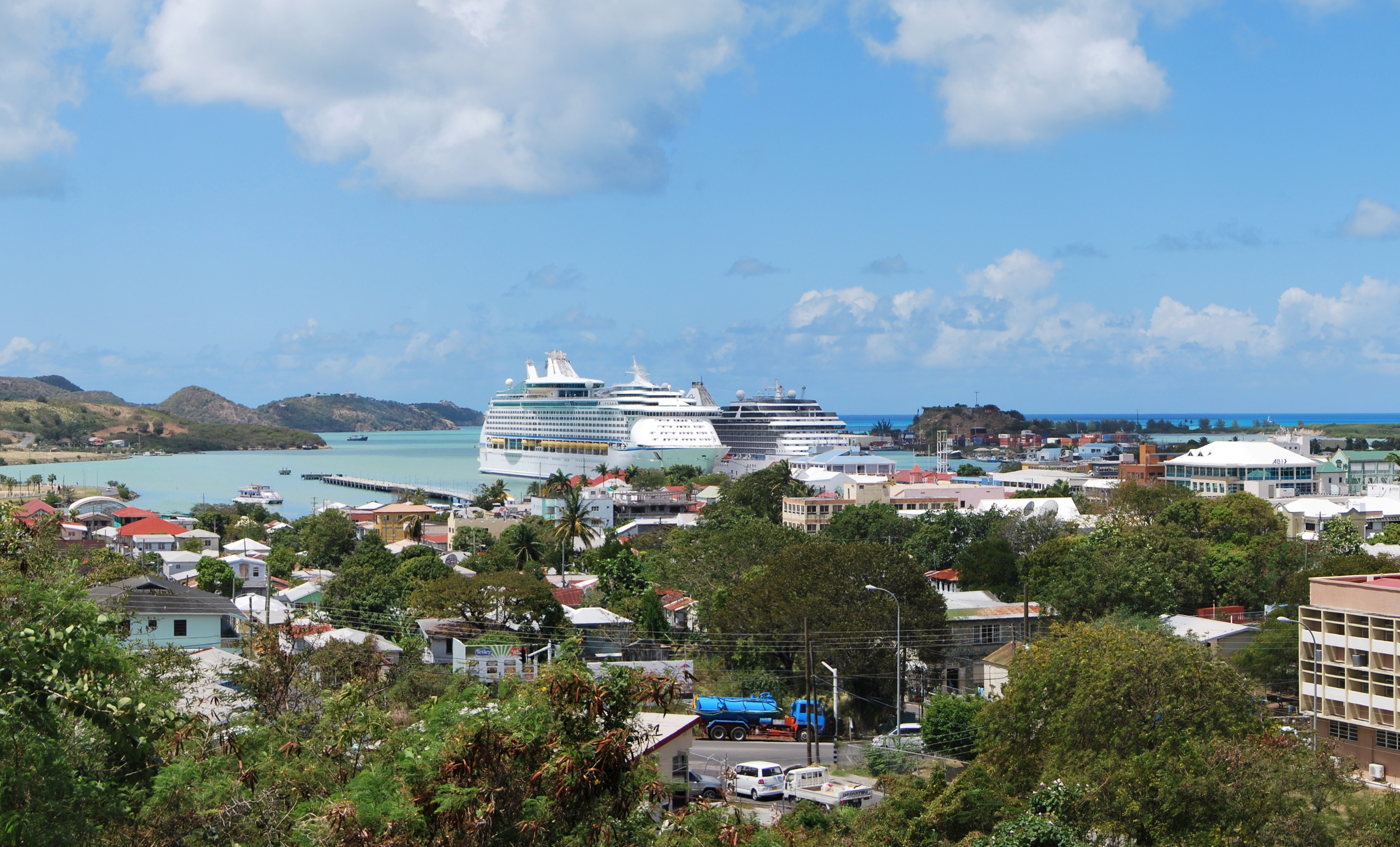
安提瓜和巴布達首都聖約翰

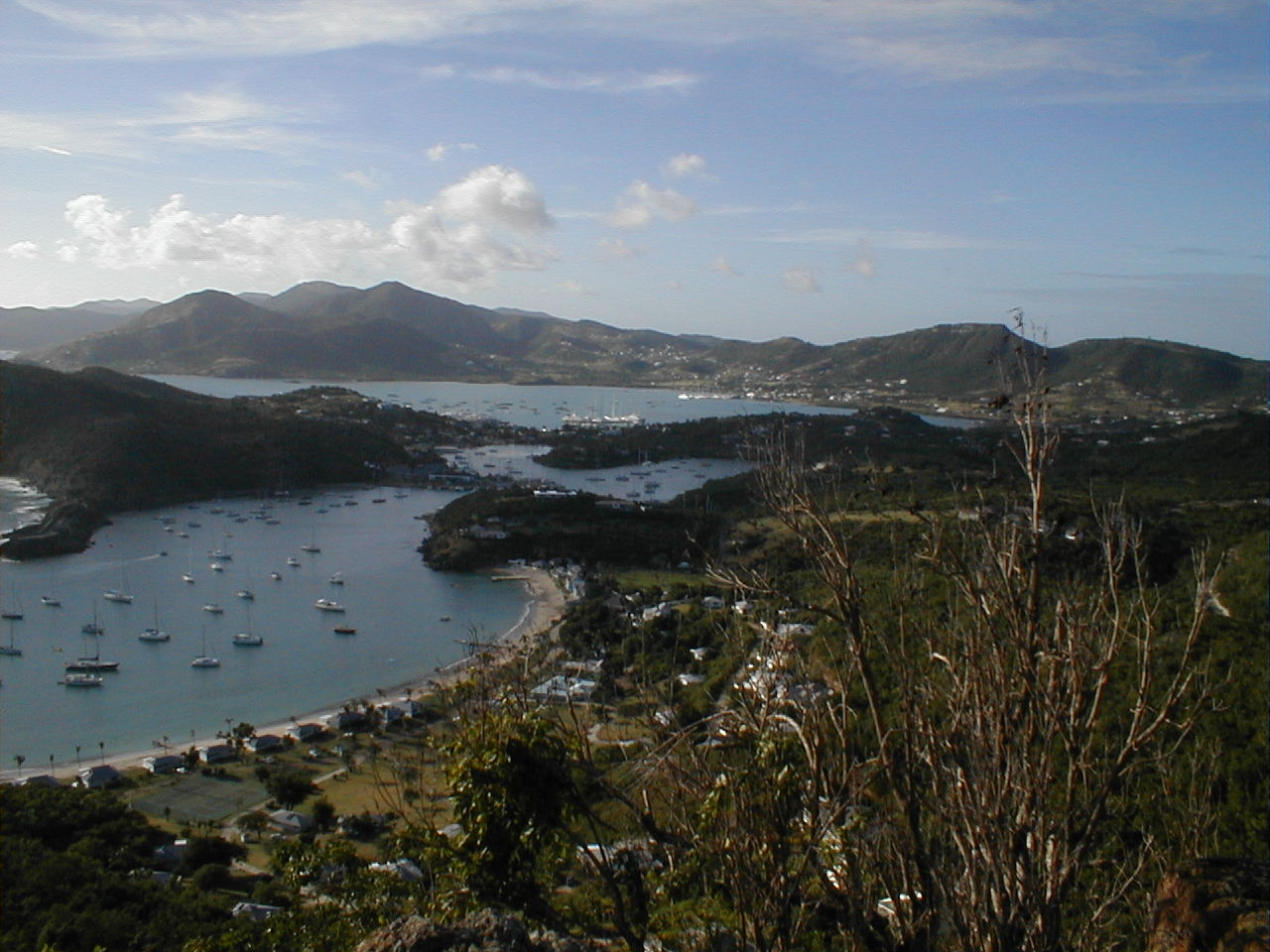
英吉利港

這裏是安提瓜和巴布達城市列表，按字母順序排序。
- 奧爾賽因茨
- 博蘭斯
- 卡萊爾（荷兰语：Carlisle (Antigua en Barbuda)）
- 克萊爾·豪爾（英语：Clare Hall）
- 錫達格羅夫
- 科德靈頓
- 狄金生灣（英语：Dickenson Bay）
- 英吉利港
- 法爾茅斯
- 詹寧斯（英语：Jennings, Antigua and Barbuda）
- 利伯塔
- 舊羅德
- 帕勒姆
- 皮戈茨
- 波特村（英语：Potter's Village）
- 海景農場（英语：Sea view farm）
- 聖約翰
- 斯威特（英语：Swetes）
- 威利基斯

## 十大最大城市和人口
1. 聖約翰 22,634
2. 眾聖村 3,412
3. 利伯塔 2,239
4. 波特村（英语：Potter's Village） 2,067
5. 博蘭斯 1,785
6. 斯威特（英语：Swetes） 1,573
7. 海景農場（英语：Sea view farm） 1,486
8. 皮戈茨 1,363
9. 科德靈頓 1,325
10. 帕勒姆 1,276